# Camí dels Brugals
El Camí dels Brugals és un camí dels termes municipals de Castell de Mur, Pallars Jussà, dins de l'antic terme de Guàrdia de Tremp, en terres del poble de Cellers, i de Sant Esteve de la Sarga, en l'àmbit del poble de Moror.
Arrenca de la carretera C-13, al nord de les Cases de l'Estació i al sud de Cellers, uns 80 metres al nord de la fita quilomètrica 74, i se'n separa cap a ponent, passant per migdia de la Vinya de Fernando, passada la qual torç cap al nord resseguint la vinya esmentada pel costat de ponent. De seguida comença a fer ziga-zagues per tal de guanyar alçada, sempre buscant la direcció oest, i va a buscar l'extrem sud-occidental de l'Obaga de Renó, que resta sota el camí. Continua fent ziga-zagues per tal d'anar a cercar una carena, que segueix cap a ponent de forma paral·lela al barranc de la Font de Margarit, que queda al sud del camí. Passa pel nord de los Brugals, i entra en terme de Sant Esteve de la Sarga, travessant la Costa del Forn pel Planell de Gipon.
Travessa la llau de Margalit, després la llau Llisa, la llau del Gos Rabiós, recorre la part baixa -nord- de l'Obaga del Gos Rabiós, i passa per la partida de los Brugals. Passa ran, pel sud, del Collet de la Cova de Sant Miquel i, en arribar al costat nord dels Horts de les Teuleres i al sud dels Corrals dels Pausos entronca amb el Camí de la Pedrera al cap d'uns 6 quilòmetres de recorregut.

## Etimologia
Aquest camí deu el nom al fet que recorre dues zones amb el mateix nom: los Brugals, una del poble de Cellers i l'altra del de Moror.